# Betulapion simile

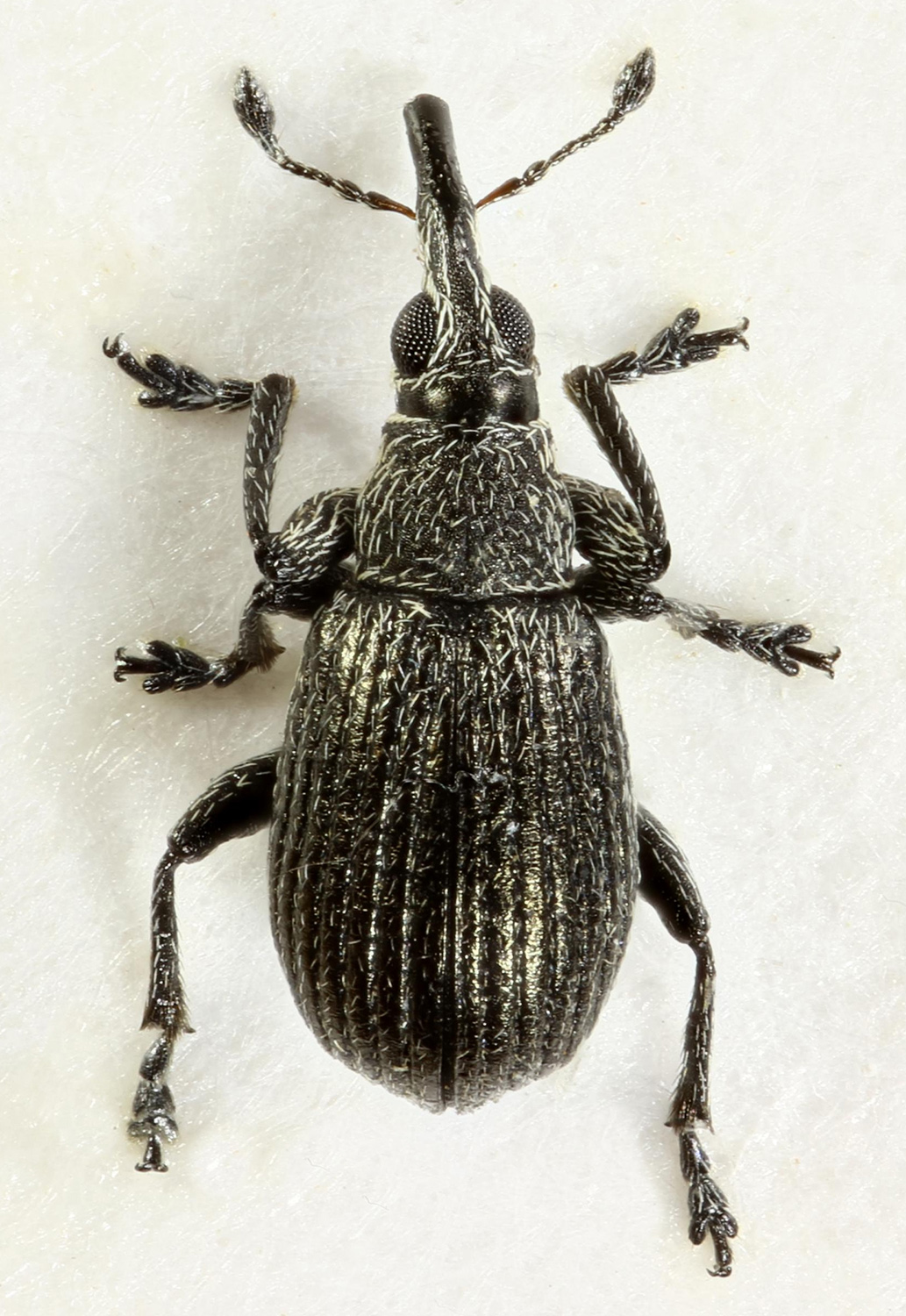
Dorsalansicht

Betulapion simile ist ein Käfer aus der Familie der Brentidae, Unterfamilie Apioninae, die in die Verwandtschaft der Rüsselkäfer gehört.

## Merkmale
Die Käfer erreichen eine Körperlänge von 1,8 bis 2,4 Millimetern. Ihr länglich-ovaler Körper ist schwarz glänzend und mit feinen weißen Härchen bedeckt. Der Unterrand der Augen ist dicht und lang weiß bewimpert. Die Fühlerglieder weisen eine spindelförmige Fühlerkeule auf. Die Flügeldecken sind hinter der Mitte am breitesten. Die mittleren und hinteren Tibien weisen auf der Innenseite einen Dorn auf.

## Verbreitung
Betulapion simile ist holarktisch verbreitet. In Europa ist die Art weit verbreitet. Sie ist auch in Großbritannien vertreten. Das Vorkommen reicht in Skandinavien bis jenseits des Polarkreises, im Süden bis nach Nordafrika (Algerien). Im Osten erstreckt sich das Vorkommen über den Norden Asiens. In Nordamerika reicht das Vorkommen im Norden bis nach Neufundland und British Columbia. In Mitteleuropa ist die Art weit verbreitet, gilt jedoch als selten.

## Lebensweise
Die Käfer beobachtet man gewöhnlich von Anfang März bis Anfang September. In der Paläarktis nutzt die Art die Hänge-Birke (Betula pendula) und die Moor-Birke (Betula pubescens) als Wirtspflanze, in Nordamerika die Papier-Birke (Betula papyrifera). Im April und Mai findet gewöhnlich die Paarung statt. Anschließend legen die weiblichen Käfer ihre Eier nahe der Spitze junger weiblicher Birkenkätzchen ab. Die Larven sind typische beinlose Käferlarven. Diese bohren sich in die Kätzchen hinein, wo sie sich schließlich nahe der Basis der Kätzchen in einem Kokon verpuppen. Die Verpuppung findet gewöhnlich im Juni statt. Das Puppenstadium dauert in der Regel zwei Wochen. Im Juli erscheinen die Käfer der neuen Generation. Bis in den Herbst hinein halten sich die Käfer auf den Blättern ihrer Wirtspflanzen auf. Danach suchen sie die Bodenspreu auf, wo sie überwintern.

## Gefährdung
Die Art gilt in Deutschland als ungefährdet.

## Taxonomie
In der Literatur finden sich folgende Synonyme:
- Apion simile W. Kirby, 1811 – der ursprüngliche Name
- Trichapion simile (W. Kirby, 1811) – bis vor wenigen Jahren der gültige wissenschaftliche Name

Die monotypische Gattung Betulapion ist die einzige der Untertribus Trichapiina.
Es werden zwei Unterarten unterschieden:
- Betulapion simile simile, die Nominatform, in der Paläarktis
- Betulapion simile walshii, in der Nearktis